# Frunzaru
Frunzaru – wieś w Rumunii, w okręgu Aluta, w gminie Sprâncenata. W 2011 roku liczyła 544 mieszkańców. 